# Cepphis fulva
Cepphis fulva är en fjärilsart som beskrevs av Gillmer 1903. Cepphis fulva ingår i släktet Cepphis och familjen mätare. Inga underarter finns listade i Catalogue of Life.